# Taung
Pour l'espèce de Star Wars, voir taung.
Taung est une ville minière d'Afrique du Sud située dans la province du Nord-Ouest. Taung signifie « Place du Lion » en tswana et a été nommée d'après Tau, un chef d’une tribu locale. La population de Taung était de 18 289 habitants en 2011.

## Enfant de Taung
Taung est connue pour la découverte d'un crâne fossile d’australopithèque juvénile, surnommé l'Enfant de Taung, trouvé en 1924 par des carriers de la Northern Lime Company. En 1925, Raymond Dart attribua ce crâne à un nouveau genre et une nouvelle espèce d'Hominina, qu'il nomma Australopithecus africanus, ouvrant ainsi l`ère de la paléoanthropologie africaine. Le fossile est généralement daté d'environ 2,5 millions d'années.
Des fouilles furent menées sur le site de 1989 à 1993 sous la direction de Phillip Tobias et Jeffrey McKee, de l'université du Witwatersrand. Aucun nouveau fossile d'Hominina ne fut mis au jour, mais les fouilles ont livré de nombreux fossiles de babouins et ont permis de mieux comprendre la géologie et la taphonomie du site.
Le site du crâne fossile de Taung a été ajouté en 2005 sur la liste du Patrimoine mondial de l’humanité, avec celui de Makapansgat, formant avec les sites d’Hominina fossiles de Sterkfontein, Swartkrans, Kromdraai et autres, déjà inscrits en 1999, les sites des hominidés fossiles d'Afrique du Sud,.